# Louis Braquaval
Louis Édouard Joseph Braquaval (* 25. Oktober 1854 in Esquermes, heute Stadtteil von Lille; † 19. November 1919 in Saint-Valery-sur-Somme) war ein französischer Maler und Vertreter des Impressionismus.

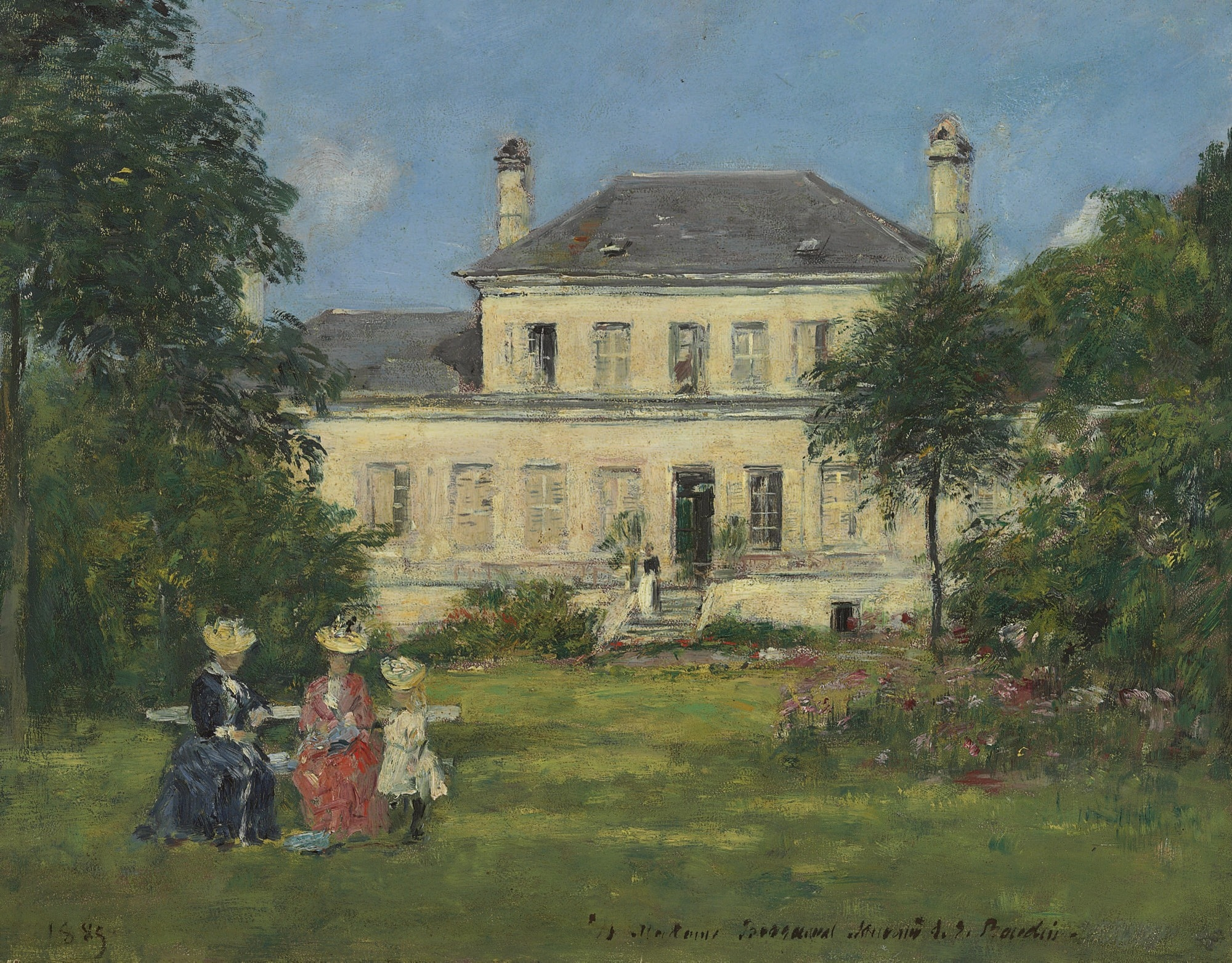
Eugène Boudin – Maison et jardin du peintre Braquaval

## Leben
Louis Édouard Joseph Braquaval wurde 1854 in Esquermes (seit 1858 Stadtteil von Lille) geboren. Am 27. Oktober 1880 heiratete er in Lille Julia Sophie Guenez, die Tochter eines reichen Unternehmers. Die finanzielle Unterstützung seines Schwiegervaters ermöglichte ihm, seinen Beruf als Auktionator aufzugeben und sich der Kunst zu widmen. Er studierte in Honfleur unter dem bekannten Maler Eugène Boudin, einem Freund der Familie seiner Frau. Etwa 1896 freundete er sich mit Edgar Degas an, der ihn in Saint-Valery-sur-Somme beim Malen sah und ansprach. Degas führte Braquaval in Pariser Künstlerkreise ein. Braquaval wiederum ermutigte Degas wohl zu dessen später Reihe von Landschaftsgemälden.
1914 wurde er zum Ritter der Ehrenlegion ernannt.
Er starb 1919 in Saint-Valery-sur-Somme.
Es gibt ein von Boudin gemaltes Gemälde von Braquavals Haus und Garten in Saint-Valery-sur-Somme, das Boudin Braquavals Frau zum Geschenk machte.

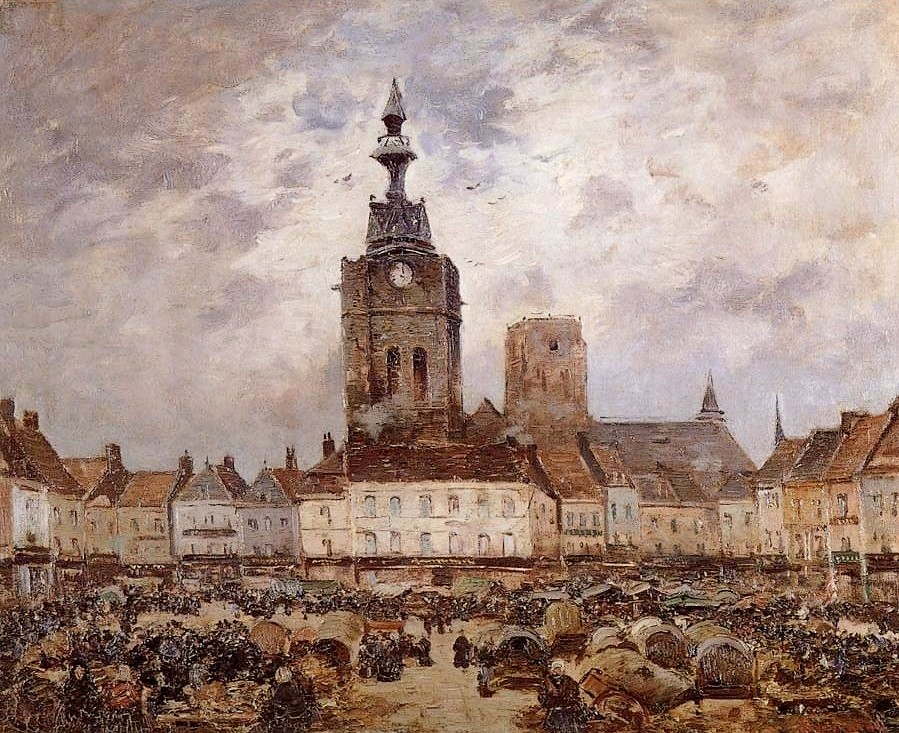
Louis Braquaval - Le Marché de Béthune

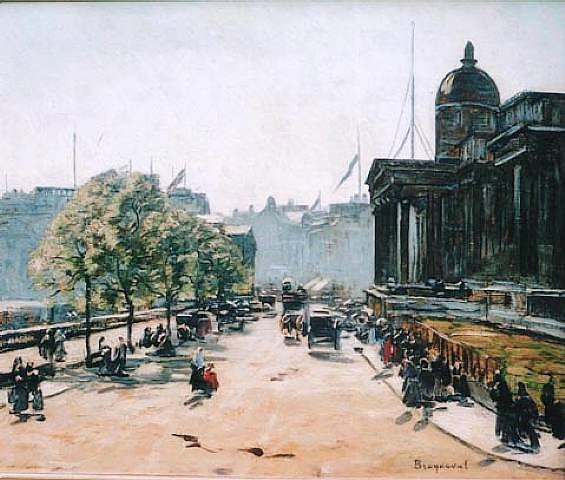
Louis Braquaval - The National Gallery

## Werk
Wie Boudin wählte er für seine Gemälde viele Motive aus der Normandie wie auch aus der Picardie, wo die Familie in Saint-Valery-sur-Somme, einem beliebten Künstlerort, seit 1895 ein Haus besaß. Besonders häufig wählte Braquaval Marktszenen, er malte aber auch Pariser Straßenansichten, Landschaften und einige Winterszenen.
Braquaval stellte erstmals 1892 in Paris aus. Es folgten Ausstellungen 1898 in Arras, im Salon de la Nationale von 1907 bis 1914, in Paris im Salon d’Automne von 1909 bis 1910 und im Salon des Independants.
1969 organisierte die Kaplan Gallery in London eine Ausstellung zu seinem Werk.
Werke von ihm sind in den folgenden Museen zu finden:
Abbeville (Musée Boucher de Perthes, vier Bilder), Paris (Musée d’Orsay), Amiens (Musée Municipal, vier Bilder), Mulhouse (ein Bild), Buenos Aires (Museo Nacional de Bellas Artes, ein Bild)